# Leteče krilo
Leteče krilo (angleško Flying Wing) je zasnova letala, ki nima izrazitega trupa, temveč je vse, kar je pri običajnem letalu nameščeno v trupu, nameščeno v glavni strukturi krila. Nekatere zasnove sicer ohranijo trup, vendar nimajo klasičnih repnih krmilnih površin.
Ker zaradi odsotnosti izrazitega trupa posledično ni takega zračnega upora, je leteče krilo teoretično najučinkovitejša oblika letala. Zaradi nekaterih drugih pomanjkljivosti, povezanih predvsem s stabilnostjo in vodljivostjo letala, se prednost letečega krila napram klasični obliki letala delno ali popolnoma izniči.

## Zgodovina
Ideja letečega krila obstaja že od časa prvih letal, ker bi bila taka zasnova zaradi nizkega zračnega upora in sorazmerno nizke krilne obremenitve primerna za izdelavo letal z dolgim dosegom, ki bi lahko prevažala večje število potnikov čez Atlantik.
V Nemčiji je Hugo Junkers že leta 1910 zasnoval prvo jadralno letalo z obliko letečega krila, širši razvoj pa je bil zaradi 1. svetovne vojne in omejitev, ki so jih Nemčiji po koncu vojne postavili zavezniki, otežen. Poleg Junkersa so se z razvojem letečih kril ukvarjali tudi Alexander Lippisch in brata Horten, ki sta med 2. svetovno vojno izdelala prototipe več letečih kril; najbolj znan je bil reaktivni bombnik Ho-229, ki pa ni bil uveden v uporabo.
V ZDA je raziskave na področju letečih kril izvajal Jack Northrop, ki je v letečem krilu videl naslednjo obliko letal in se z njimi začel ukvarjati že leta 1939, prvo letalo tega tipa, N-1M pa je izdelal leta 1940. Po koncu 2. svetovne vojne, ko se je začel razvoj bombnikov dolgega dosega, je Northrop zasnoval dve letali z obliko letečega krila - YB-35 in YB-49. Zaradi težav s stabilnostjo in nekaterih drugih problemov med testiranjem nobeno od teh letal ni bilo uvedeno v serijsko proizvodnjo. Raziskave na področju letečih kril so tako zastale.
Konec sedemdesetih let 20. stoletja so leteča krila ponovno postala predmet raziskav, tokrat zaradi nizke radarske opaznosti, čeprav v aerodinamičnem smislu ta oblika ni nudila kakšne prednosti. Do takrat so bili tudi že razviti sistemi fly-by-wire, ki so odpravili večino težav, povezanih z letečimi krili. To je pomenilo nastanek strateškega bombnika B-2 Spirit, kasneje pa tudi drugih, brezpilotnih letal z zmanjšano radarsko opaznostjo.

## Posebnosti letečega krila
Leteče krilo je teoretično najbolj učinkovita oblika letala, ki zaradi majhnega zračnega upora pomeni veliko učinkovitost. Tudi nižja krilna obremenitev, kot pri klasični obliki letala pomeni, da ima leteče krilo prednosti tudi glede strukturne trdnosti konstrukcije.
Problemi letečega krila so naslednji:
- Namestitev motorjev, tovora, goriva, kabine za posadko in potnike v krilo zahteva večjo debelino krila, kot bi bilo nujno potrebno, kar poveča zračni upor letala.

- Leteče krilo zaradi specifične zasnove nima lastne stabilnosti po višini in smeri. Ker ima zaradi odsotnosti repa leteče krilo krmilne površine nameščene precej bližje težišča, morajo zaradi krajše ročice odkloni krmilnih površin za dosego enake učinkovitosti biti večji ali pa morajo krmilne površine imeti večjo površino. Večji odkloni pomenijo večji zračni upor, ki posebej pride do izraza v primeru pogostih popravkov. Problem z učinkovitostjo krmilnih površin se deloma rešuje s povečanjem puščice krila, ki krmilne površine pomakne dlje od težišča.

Zaradi odsotnosti repa je leteče krilo nestabilno tudi po smeri. Ker zaradi prej omenjene majhne ročice klasične vertikalne krmilne površine nimajo zadostnega učinka, se po navadi uporabi umetno povečanje zračnega upora na enem krilu, ki povzroči vrtenje v smeri tega krila (bombnik B-2 za ta namen uporablja razcepljena krilca).